# Janssoniella
Janssoniella is een geslacht van vliesvleugeligen uit de familie Pteromalidae. De wetenschappelijke naam van dit geslacht is voor het eerst geldig gepubliceerd in 1957 door Kerrich.

## Soorten
Het geslacht Janssoniella omvat de volgende soorten:
- Janssoniella ambigua Graham, 1969
- Janssoniella caudata Kerrich, 1957
- Janssoniella intermedia Hedqvist, 1968
- Janssoniella iskophila Heydon, 1997
- Janssoniella major Kerrich, 1957
- Janssoniella notata Kamijo, 1960